# Бенчеку де Сус (Тимиш)
Бенчеку де Сус (рум. Bencecu de Sus) насеље је у Румунији у округу Тимиш у општини Пишкија. Oпштина се налази на надморској висини од 196 m.

## Историја
Аустријски царски ревизор Ерлер је 1774. године констатовао да је место "Грејфентал" (Горњи Бенчекул) припада Сентмиклошком округу, Липовског дистрикта. Становништво је било немачко.

## Становништво
Према подацима из 2002. године у насељу је живело 870 становника.

### Попис2002.
| Расподела становништва по националности 2002.‍ | Расподела становништва по националности 2002.‍ | Расподела становништва по националности 2002.‍ | Расподела становништва по националности 2002.‍ | Расподела становништва по националности 2002.‍ |
| --------------------------------------------- | --------------------------------------------- | --------------------------------------------- | --------------------------------------------- | --------------------------------------------- |
|                                               |                                               |                                               |                                               |                                               |
| Румуни                                        | Румуни                                        |                                               | 836                                           | 96,5%                                         |
| Мађари                                        | Мађари                                        |                                               | 30                                            | 3,5%                                          |